# مخزن سد ینی‌کند
مخزن سد ینی‌کند (به لاتین: Yenikend reservoir) یک مخزن سد و دریاچه در جمهوری آذربایجان است که در شهرستان شمکر و شهرستان ساموخ واقع شده‌است.